# José Ingenieros

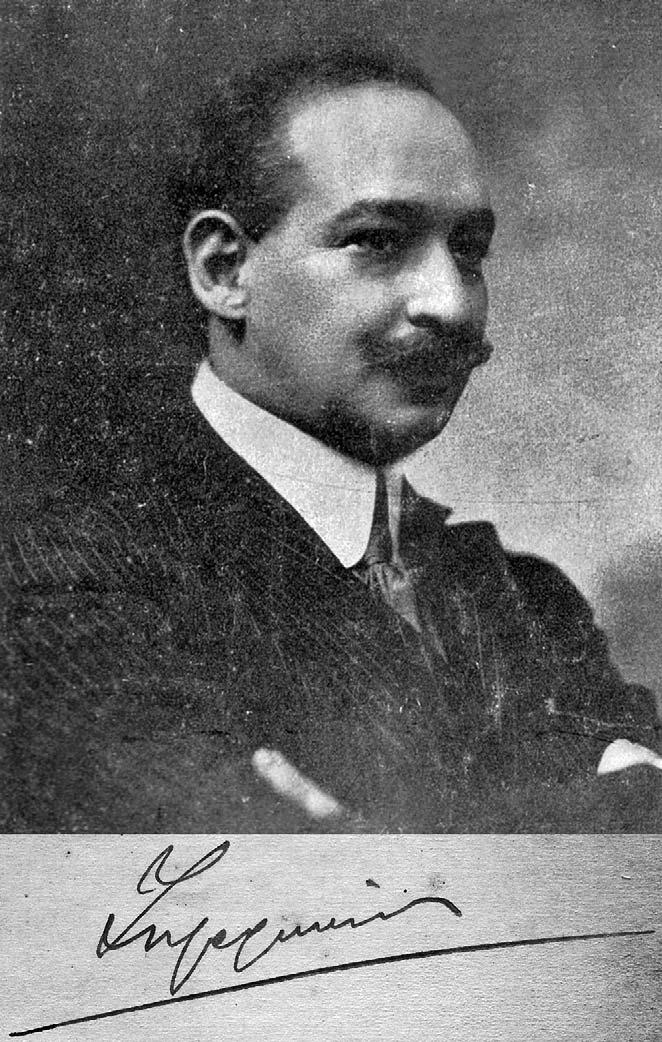
José Ingenieros

José Ingenieros (ur. jako Giuseppe Ingegnieros 24 kwietnia 1877 w Palermo, zm. 31 października 1925 w Buenos Aires) – argentyński lekarz psychiatra, pozytywistyczny filozof i pisarz. Założył Instytut Kryminologii w Buenos Aires w 1907 roku i Argentyńskie Towarzystwo Filozoficzne w 1908. W jego dorobku naukowym znajduje się ponad 300 prac, dzielonych na dwa okresy: pierwszy, poświęcony psychopatologii i kryminologii (1897–1908) i drugi, poświęcony filozofii, psychologii i socjologii (1908–1925). Jego córka Delia Ingenieros de Rothschild (pseudonim Delia Kamia) również była pisarką. 